# Apatania sorex
Apatania sorex là một loài Trichoptera trong họ Apataniidae. Chúng phân bố ở miền Tân bắc.